# Anosia fergussonia
Anosia fergussonia är en fjärilsart som beskrevs av Hans Fruhstorfer 1907. Anosia fergussonia ingår i släktet Anosia och familjen praktfjärilar. Inga underarter finns listade i Catalogue of Life.